# Rio Maior

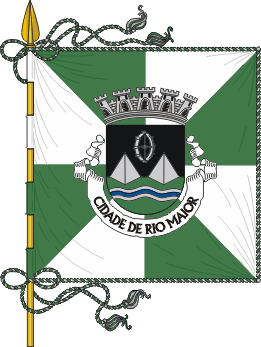
Rio Maiors kommunflagga

Rio Maiors läge i Portugal (rött)

Rio Maior är en kommun i Portugal med en total areal av 273 km² och en befolkning på 21 192 invånare (2022).
Rio Maior består av tio freguesias (kommundelar) och är belägen i distriktet Santarém. 

- Alcobertas
- Arrouquelas
- Asseiceira
- Azambujeira e Malaqueijo
- Fráguas
- Marmeleira e Assentiz
- Outeiro da Cortiçada e Arruda dos Pisões
- Rio Maior
- São João da Ribeira e Ribeira de São João
- São Sebastião

Kommunens helgdag är den 6 november.